# Mercedes Španělská
Mercedes Španělská (María de las Mercedes de Borbón y Habsburgo-Lorena; 11. září 1880, Madrid – 17. října 1904, Madrid) se narodila jako nejstarší potomek španělského krále Alfonse XII. a jeho druhé manželky Marie Kristýny Rakouské. Po celý svůj život byla asturijskou kněžnou, dědičkou španělského trůnu.
Kdyby její mladším sourozencem narozeným po otcově smrti byla sestra, stala by se Mercedes španělskou královnou. V roce 1886 se však narodil chlapec, který se stal králem Alfonsem XIII. Zůstal však dědičkou trůnu, protože za jejího života se Alfons neoženil ani neměl děti.
Mercedes se 14. února 1901 v Madridu provdala za Karla Bourbonsko-Sicilského, synovce svrženého krále obojí Sicílie. Manželovi byl posléze přiznán titul španělského infanta. Manželství bylo vysoce kontroverzní kvůli tchánovým vazbám na Karlisty. Mercedes zemřela tři roky po svatbě na následky komplikací při porodu třetího dítěte.

## Dětství
Mercedes se narodila 11. září 1880 v Královském paláci v Madridu jako nejstarší dítě španělského krále Alfonse XII. a jeho druhé manželky Marie Kristýny Rakouské. Pokřtěna byla jako María de las Mercedes Isabel Teresa Cristina Alfonsa. Její kmotrou byla její babička z otcovy strany Isabela II. Španělská, která přijela z Paříže, aby navštívila své první vnouče. Pro rodinu bylo její narození velkým zklamáním, protože doufala v syna. Aby věc zpříjemnila, pojmenovala královna Marie Kristýna dceru na počest manželovi první choti, Marii de las Mercedes de Orleans.
Mercedes byla od narození dědičkou trůnu, zklamání však bylo tak velké, že měla nakonec pouze titul infantky. Antonio Cánovas del Castillo, hlava vlády, nenáviděl Marii Kristýnu a nechtěl, aby se panovníkem Španělska stala žena, se rozhodl novorozeně ignorovat. Titul asturijské kněžny si tak udržela její teta Isabela, než Práxedes Mateo Sagasta, hlava vlády po Cánovasovi, přinutil krále Alfonse XII., aby titul předal Mercedes. 12. listopadu 1882 se Mercedes narodila sestra Marie Tereza. Manželství jejich rodičů bylo nešťastné. Alfons se s Marií Kristýnou oženil, aby zajistil zemi dědice. Nemiloval svou manželku a byl zklamaný z narození dvou dcer, zatímco on sám měl už dva nemanželské syny. V červenci 1883 opustila Marie Kristýna Španělsko a odjela s dcerami za svou rodinou do Rakouska.
V létě 1884 se Alfonsovi XII. zhoršilo zdraví; měl tuberkulózu. Po krátkém zlepšení sedmadvacetiletý král 25. listopadu 1885 zemřel, zanechavši po sobě těhotnou manželku. Narozením další dcery by se Mercedes stala královnou, 17. května 1886 se však narodil nový král Alfons XIII. Mercedes i nadále zůstala dědičkou trůnu.

## Výchova
Mercedes se poprvé objevila veřejně u královského dvora držíc se za ruku své matky, když ta byla prohlášena regentkou. Výchova asturijské kněžny a její mladší sestry se odehrávala v královském paláci v Madridu pod přísným dohledem dvou vdov: jejich matky a jejich tety z otcovy strany, Isabely. Královna vychovávala své tři děti přísně. Navzdory její pozici dědičky trůnu nebylo Mercedes poskytnuto vzdělání, které by ji připravilo na řízení země. Místo toho obdržela konvenční výchovu princezny své doby. Brala tak hodiny hry na klavír, malby, pletení a královna zapojila dceru do palácových povinností. Zvláštní pozornost byla věnována poslušnosti a náboženství.
Mercedes vyrostla ve vážnou mladou ženu, plachou a nepředvídatelnou. Vzhledem ke své dlouhé tváři byla více Habsburk. Letní měsíce trávila rodina v paláci Miramar v San Sebastiánu.
Jako dospívající dívka doprovázela matku na návštěvu babičky Isabely v Paříži, tety Paz v Mnichově a babičky Alžběty Františky ve Vídni. Situace ve Španělsku se v roce 1898 zkomplikovala španělsko-americkou válkou. Mercedes se sestrou žily omezený život. Matka jim nedovolovala účastnit se společenského života španělské šlechty. Královna plánovala na 9. května 1899 v paláci večírek na debut svých dcer ve společnosti, událost však byla kvůli válce odložena. Při tanci se Mercedes zamilovala, a to do Karla Bourbonsko-Sicilského.

## Manželství
Princ Karel byl členem sesazené královské rodiny obojí Sicílie, který o několik let dříve dorazil do Španělska kvůli kariéře ve španělské armádě. Setkání princezny s princem Karlem nebylo náhodné. Královna i její švagrová infantka Isabela prince vybraly za možného manžela pro Mercedes. Bylo nutné, aby se Mercedes provdala za člena bourbonského rodu, aby nedošlo ke změně dynastie, kdyby se stala po bratrovi královnou. Princ Karel nabízel i další výhody jako manžel asturijské kněžny. Protože nepatřil k vládnoucí královské rodině, mohl se natrvalo usadit ve Španělsku a přijmout španělské občanství. Musel se však vzdát nároku na království obojí Sicílie jako třetí v pořadí následnictví po svém otci a starším bratrovi.
Karel byl vážný, plachý, hezký a Mercedes přitahoval. Jejich zasnoubení bylo oznámeno 14. prosince 1899. Zasnoubení okamžitě čelilo silnému odporu liberální strany, republikánské frakce a širokého spektra španělské společnosti. Proti samotnému princi neměl nikdo žádné námitky, ale jeho otec, hrabě z Caserty, byl generálem v poslední karlistické válce a podílel se na rabování města Cuenca karlistickými vojáky. Vyvstaly obavy, že jeho syn jako manžel Mercedes přivede karlisty příliš blízko španělskému trůnu. Dokonce i princovo jméno – Karel – vzbudilo podezření. Navíc rod Bourbon-obojí Sicílie byl považován za nejkonzervativnější katolickou dynastii, což znepokojilo liberální stranu.
Proti Mercedesinu sňatku se objevily útoky v novinách i protesty v ulicích Madridu, Sevilly a Granady. Arcibiskup z Valladolidu, jeden z nejpřednějších španělských prelátů, napsal královně dopis, v němž ji varoval před hroznými následky plánovaného sňatku. Královna mu odepsala: „Monsignor, věnujte se své diecézi a modlete se, což jsou vaše hlavní povinnosti, snad se žádná katastrofa, kterou předvídáte, nestane“. Mercedes sama vyjádřila svou frustraci vůči silnému odporu k výběru ženicha v dopise své tetě Paz: „Jsem šťastná, že se za něj provdám, ale jsem také rozzlobená na ty, kteří vytvořili ta jemná vlákna a přiměli matku, aby za to trpěla... protože jeho otec bojoval po boku dona Karla. Je to spravedlivé?“
Spor poznamenal i svatební slavnosti. V den svatby byly ulice vedoucí do královského paláce zabarikádovány pro strach z demonstrantů a v hlavním městě bylo rozmístěno velké množství vojáků. Žádný vážný incident se však nestal a obřad se uskutečnil 14. února 1901 v kapli královského paláce v Madridu.

## Pozdější léta
Pár žil na královnino přání v královském paláci v Madridu v její blízkosti. Manželství bylo šťastné a rychle po sobě se narodily dvě děti: infant Alfons (1901–1964) a infant Ferdinand (1903–1905).
Po třetí těhotná Mercedes toužila po dvou synech po dceři. V září 1904 oslavila 24. narozeniny. O měsíc později, dvacet dní před porodem, vážně onemocněla. Apendicitida byla původně špatně diagnostikována jako prostá střevní křeč. Kvůli peritonitidě 16. října 1904 v ranních hodinách předčasně porodila své třetí dítě, dceru Isabelu (1904–1985).
Zdraví matky bylo tak vážně ohroženo, že malému dítěti, o kterém se věřilo, že se narodilo mrtvé, bylo věnováno málo pozornosti dokud si mladý král Alfonso neuvědomil, že dítě žije. Mercedes zemřela následujícího dne, 17. října 1904, obklopena rodinou.
Tři malé děti Mercedes byly svěřeny do péče královny Marie Kristýny a vyrůstaly u dvora krále Alfonse XIII. Staršímu synovi nebyl přiznán titul asturijského knížete, ale stal se po matce dědicem trůnu.

## Vyznamenání
- : Řád Marie Luisy

## Erb

Heraldry of Mercedes, Princess of Asturias
Erb asturijské kněžny Mercedes

## Vývod z předků
|                    |                                              |  |             |                                    |  |  |  |  |  |  |  | Karel IV. Španělský |
|                    |                                              |  |             |                                    |  |  |  |  |  |  |  |                     |
|                    | František de Paula Cádizský                  |  |             |                                    |  |  |  |  |  |  |  |                     |
|                    |                                              |  |             |                                    |  |  |  |  |  |  |  |                     |
|                    |                                              |  |             | Marie Luisa Parmská                |  |  |  |  |  |  |  |                     |
|                    |                                              |  |             |                                    |  |  |  |  |  |  |  |                     |
|                    | František Cádizský                           |  |             |                                    |  |  |  |  |  |  |  |                     |
|                    |                                              |  |             |                                    |  |  |  |  |  |  |  |                     |
|                    |                                              |  |             | František I. Neapolsko-Sicilský    |  |  |  |  |  |  |  |                     |
|                    |                                              |  |             |                                    |  |  |  |  |  |  |  |                     |
|                    | Luisa Šarlota Neapolsko-Sicilská             |  |             |                                    |  |  |  |  |  |  |  |                     |
|                    |                                              |  |             |                                    |  |  |  |  |  |  |  |                     |
|                    |                                              |  |             | Marie Isabela Španělská            |  |  |  |  |  |  |  |                     |
|                    |                                              |  |             |                                    |  |  |  |  |  |  |  |                     |
|                    | Alfons XII.                                  |  |             |                                    |  |  |  |  |  |  |  |                     |
|                    |                                              |  |             |                                    |  |  |  |  |  |  |  |                     |
|                    |                                              |  |             | Karel IV. Španělský                |  |  |  |  |  |  |  |                     |
|                    |                                              |  |             |                                    |  |  |  |  |  |  |  |                     |
|                    | Ferdinand VII.                               |  |             |                                    |  |  |  |  |  |  |  |                     |
|                    |                                              |  |             |                                    |  |  |  |  |  |  |  |                     |
|                    |                                              |  |             | Marie Luisa Parmská                |  |  |  |  |  |  |  |                     |
|                    |                                              |  |             |                                    |  |  |  |  |  |  |  |                     |
|                    | Isabela II. Španělská                        |  |             |                                    |  |  |  |  |  |  |  |                     |
|                    |                                              |  |             |                                    |  |  |  |  |  |  |  |                     |
|                    |                                              |  |             | František I. Neapolsko-Sicilský    |  |  |  |  |  |  |  |                     |
|                    |                                              |  |             |                                    |  |  |  |  |  |  |  |                     |
|                    | Marie Kristýna Neapolsko-Sicilská            |  |             |                                    |  |  |  |  |  |  |  |                     |
|                    |                                              |  |             |                                    |  |  |  |  |  |  |  |                     |
|                    |                                              |  |             | Marie Isabela Španělská            |  |  |  |  |  |  |  |                     |
|                    |                                              |  |             |                                    |  |  |  |  |  |  |  |                     |
| Mercedes Španělská |                                              |  |             |                                    |  |  |  |  |  |  |  |                     |
|                    |                                              |  |             |                                    |  |  |  |  |  |  |  |                     |
|                    |                                              |  | Leopold II. |                                    |  |  |  |  |  |  |  |                     |
|                    |                                              |  |             |                                    |  |  |  |  |  |  |  |                     |
|                    | Karel Ludvík Rakousko-Těšínský               |  |             |                                    |  |  |  |  |  |  |  |                     |
|                    |                                              |  |             |                                    |  |  |  |  |  |  |  |                     |
|                    |                                              |  |             | Marie Ludovika Španělská           |  |  |  |  |  |  |  |                     |
|                    |                                              |  |             |                                    |  |  |  |  |  |  |  |                     |
|                    | Karel Ferdinand Rakousko-Těšínský            |  |             |                                    |  |  |  |  |  |  |  |                     |
|                    |                                              |  |             |                                    |  |  |  |  |  |  |  |                     |
|                    |                                              |  |             | Fridrich Vilém Nasavsko-Weilburský |  |  |  |  |  |  |  |                     |
|                    |                                              |  |             |                                    |  |  |  |  |  |  |  |                     |
|                    | Jindřiška Nasavsko-Weilburská                |  |             |                                    |  |  |  |  |  |  |  |                     |
|                    |                                              |  |             |                                    |  |  |  |  |  |  |  |                     |
|                    |                                              |  |             | Luisa Isabela z Kirchbergu         |  |  |  |  |  |  |  |                     |
|                    |                                              |  |             |                                    |  |  |  |  |  |  |  |                     |
|                    | Marie Kristýna Rakouská                      |  |             |                                    |  |  |  |  |  |  |  |                     |
|                    |                                              |  |             |                                    |  |  |  |  |  |  |  |                     |
|                    |                                              |  |             | Leopold II.                        |  |  |  |  |  |  |  |                     |
|                    |                                              |  |             |                                    |  |  |  |  |  |  |  |                     |
|                    | Josef Habsbursko-Lotrinský                   |  |             |                                    |  |  |  |  |  |  |  |                     |
|                    |                                              |  |             |                                    |  |  |  |  |  |  |  |                     |
|                    |                                              |  |             | Marie Ludovika Španělská           |  |  |  |  |  |  |  |                     |
|                    |                                              |  |             |                                    |  |  |  |  |  |  |  |                     |
|                    | Alžběta Františka Marie Habsbursko-Lotrinská |  |             |                                    |  |  |  |  |  |  |  |                     |
|                    |                                              |  |             |                                    |  |  |  |  |  |  |  |                     |
|                    |                                              |  |             | Ludvík Württemberský               |  |  |  |  |  |  |  |                     |
|                    |                                              |  |             |                                    |  |  |  |  |  |  |  |                     |
|                    | Marie Dorotea Württemberská                  |  |             |                                    |  |  |  |  |  |  |  |                     |
|                    |                                              |  |             |                                    |  |  |  |  |  |  |  |                     |
|                    |                                              |  |             | Henrietta Nasavsko-Weilburská      |  |  |  |  |  |  |  |                     |
|                    |                                              |  |             |                                    |  |  |  |  |  |  |  |                     |